# 原家住宅
原家住宅（はらけじゅうたく、別称：旧竹屋家住宅、旧竹谷家住宅 ）は、山梨県富士吉田市上吉田、北口本宮冨士浅間神社の門前に建つ、大正時代の住宅。 富士講の御師の住宅であり、2017年（平成29年）10月に国の登録有形文化財（建造物）に登録された 。

## 概要

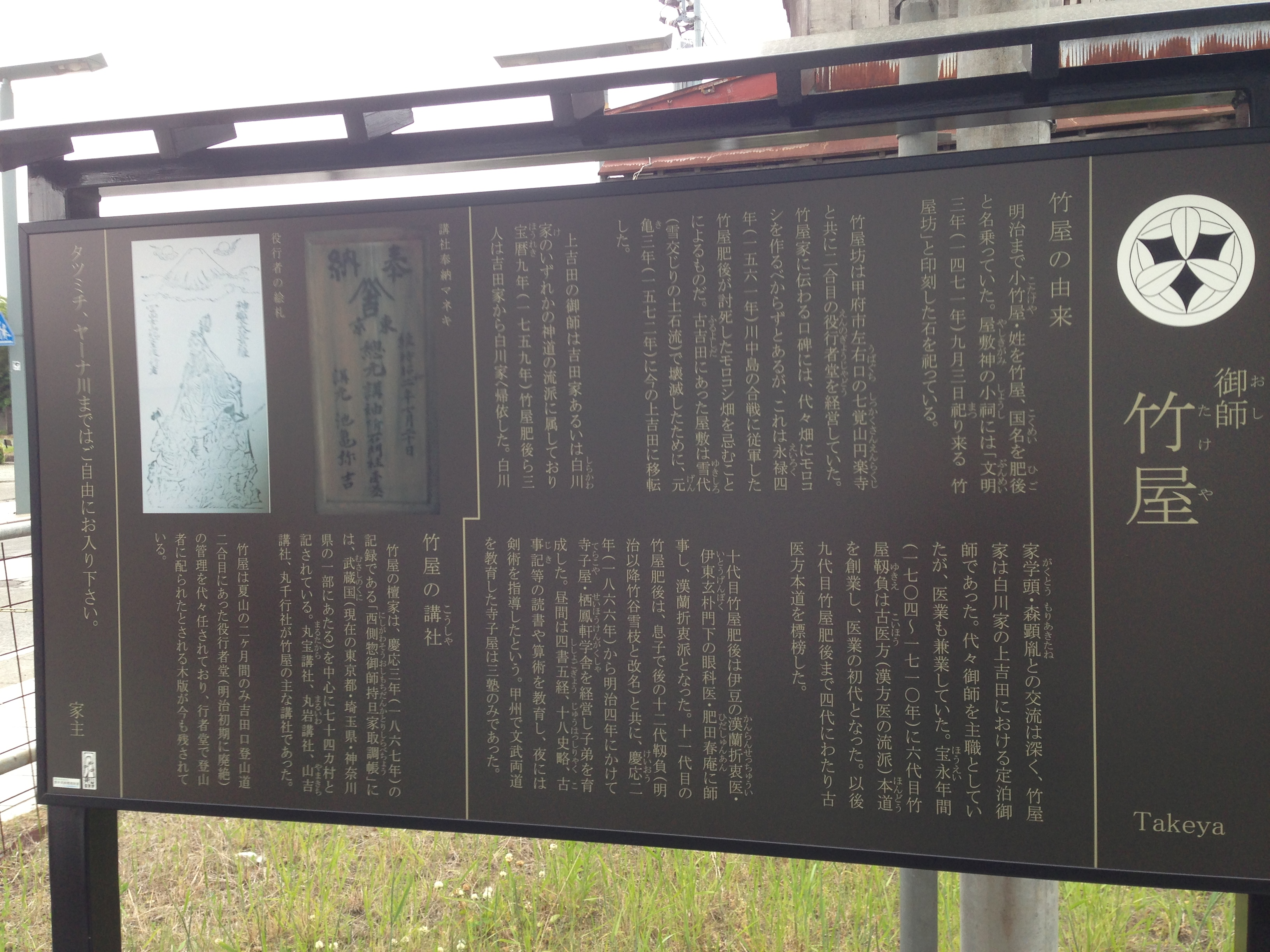
敷地内案内板（御師竹屋、竹谷）

御師の住宅（宿坊）として代表的な建築物である。江戸時代に86軒連なった富士山北口（富士吉田市）御師住宅の一軒である。
御師竹屋家（竹谷家）が本住宅にて営んできた。
原家住宅は、北口本宮富士浅間神社の参道から続く通称富士みち（国道137号と国道139号の重複区間）の西、細長い敷地内に建つ。表通りに面した石柱門から、タツミチ（細長い通路）を進み、中門をくぐり、ヤーナ川（禊ぎを行う小川）を渡り、その先正面に建つ。建物は、母屋の後方に渡廊下で御神前が接続する。富士山御師の形式をよく残している。
一般的な富士山御師同様、単なる住宅ではなく、宿坊、御神前を備え、宿坊にて参拝者（登山者）に宿を提供し、世話を行い、御神前にて祈祷を行い、参詣者と神仏の仲立ちを行っていた。
原家住宅は、個人宅のため、非公開。

## 歴史
御師竹屋家は、上吉田の町が成立した1572年から約400年続く家柄である。明治時代に姓を竹屋より竹谷に改めた。大正時代（1912〜1926年）に御師竹谷家により主屋が建てられた。昭和時代に縁戚の原家が竹谷家の住居を継承し現在に至る。
保存状態が良く歴史的価値が高いため、2017年10月、国の登録有形文化財に登録された。